# アイルランド・ポンド
アイルランド・ポンド（英語：Irish pound アイルランド語：punt Éireannach）は、2002年まで使用されていたアイルランドの通貨。ISO 4217によるコードは IEP、記号は￡、ただしポンド・スターリングやほかのポンドと区別するさいには IR￡ といったものが使われる。アイルランド・ポンドはユーロの導入により1999年1月1日に法定通貨としての役割を終えたが 、ユーロ紙幣・硬貨の流通が開始される2002年まではポンド紙幣・硬貨が使用されていた。

## 997年から1826年まで
アイルランドに貨幣制度が導入されたのは997年のことで、当時の通貨はイングランドと同じく1ポンド = 20シリング、1シリング = 12ペンスとされた。通貨の品質悪貨期後、1180年代にはふたたびポンド・スターリングとの等価性が再設定された。ところが1460年からアイルランドの貨幣はイングランドの貨幣と異なる金属配合で鋳造されるようになり、両貨幣の価値に違いが生じるようになった。1689年から1691年の内戦期間中、ジェームズ2世は「ガン・マネー」とも言われる卑金属の緊急貨幣を発行した。
1701年にアイルランド・ポンドとスターリングとの関係について、13アイルランド・ポンド = 12ポンド・スターリングと定められた。つまり13アイルランド・ペンス = 1ブリテン・シリングとなり、これによりアイルランドの銅貨はブリテンの銀貨とともに流通されるようになった。1804年から1813年にかけては例外的にアイルランド・ペニーの代用銀貨がアイルランド銀行から発行された。その後1826年1月にブリテンの通貨に移行され、アイルランド独自のポンドは廃止された。アイルランドの各銀行は1826年以降もスターリング紙幣の発行を継続していたが、硬貨については鋳造されなかった。

## アイルランド独立以降

### 自由国ポンド
アイルランド自由国の樹立を受けて、1928年に新通貨が導入された。この新しいアイルランド・ポンドは「自由国ポンド」（Free State pound / Saorstát pound）とも呼ばれ、スターリングとペッグしていた。スターリングと同様に￡sd（アイルランド語による表記では punt, scilling, pingin）制度が適用されていた。自由国ポンドは実際の硬貨と貨幣が発行されていたが、スターリング硬貨・貨幣も引き続き同額面で使うことが認められていた。

### アイルランド・ポンド
1938年以降、アイルランド憲法が改正されて国名が変更されたことで自由国ポンドも「アイルランド・ポンド」と呼ばれるようになった。これは1927年通貨法を改正する1938年の法令によって変更されたものである。ただこれによってポンドの価値が変わるということはなく、また補助単位も引き続き1ポンド = 20シリング = 240ペンスとされた。

### 十進法化
通貨の十進法化が本格的に議論されたのは1960年代のことであった。当時のアイルランド政府はポンド・スターリングとの関係について最も関心を寄せていた。イギリス政府がポンド・スターリングの十進法化を決定したさいに、アイルランド政府もこれに続いてアイルランド・ポンドの十進法化を実施することにした。アイルランド国内におけるこの十進法化については1969年の法律に定められた。このとき1ポンド = 240ペンスから100ペンスに改められ、ペニー記号も "d" から "p" に変更された。この法律ではポンド自体の価値を変えるということはなくそのためポンド紙幣に変更はなかったが、その一方で10シリング紙幣に変わって50ペンス硬貨が導入された。新硬貨はそれぞれ額面・素材ともにイギリスの新硬貨に対応して同じもので鋳造された。また1970年の法律では新硬貨の発行以外についての切り替えに関連する規定が加えられた。
十進法化は1968年6月12日に設置されたアイルランド十進通貨委員会 (Irish Decimal Currency Board) の指揮のもとで進められた。委員会は Everyone's Guide to Decimal Currency というパンフレットを配布するなど、切り替えについての告知活動を展開した。このような準備がなされ、十進法化は1971年2月15日（通称 D-Day）に実施された。
2002年2月9日にアイルランド・ポンドが完全に失効するまでアイルランド国内では事実上、アイルランドの硬貨に対応する同じ大きさ、素材のイギリスの硬貨も使用することが可能だった。

### スターリングとの連関性の消滅
1970年代、欧州通貨制度が導入されたことを受けてアイルランドはこの制度に参加することを決定し、欧州為替相場メカニズムによりアイルランド・ポンドとスターリングとの等価性が消滅した。1979年3月30日まで50年以上にわたって続いた両通貨の連関性は消滅し、為替相場制が導入された。当時のアイルランドは輸出全体の50%、輸入全体の47%を対イギリスがそれぞれ占めていたが、1928年の通貨導入以後はアイルランド経済の多様化が大幅に進み、対英貿易への依存度は低くなっていた。為替相場制へ移行されるまでスターリングはアイルランド国内での多くの場面において等価で使用されていた。
1978年にはサンディフォードにカレンシー・センターが設立され、アイルランドの紙幣・硬貨は自国内で作られるようになった。カレンシー・センター設立以前の紙幣はイングランドにある専門の民間印刷業者によって印刷され、また硬貨はイギリスの王立造幣局が鋳造していた。
1986年まですべての十進法によるアイルランドの硬貨は形、大きさともにイギリスの同額面の硬貨と同じであった。ところがこの年以降は、すべての額面、新デザインの硬貨でイギリスの硬貨と大きさが異なるものとなった。新20ペンス、新1ポンド硬貨は大きさ、形、素材が従来のイギリスのものとまったく異なっていた。イギリスの新5ペンス、新10ペンス硬貨は小さくなり、アイルランドのそれぞれの硬貨も小さくなったが、アイルランドの新10ペンスはイギリスの10ペンスよりもさらに小さく、他方アイルランド新5ペンスはイギリスの5ペンスよりも若干大きいものとなった。アイルランドの新50ペンス硬貨はイギリスの50ペンスと同じく大きさが変えられることはなかった。

### ユーロへの移行
1998年12月31日、アイルランド・ポンドや欧州通貨制度対象の10の通貨（ポンド・スターリングとデンマーク・クローネを除く）と欧州通貨単位との為替レートが固定され、1ユーロ = 0.787564アイルランド・ポンドとされた。この翌日に銀行間決済などでユーロが導入され、このとき1UKポンド = 1.42210ユーロ、1UKポンド = 1.12アイルランド・ポンドとされた。2002年1月1日にユーロ紙幣・硬貨が導入され、このとき1UKポンド = 1.287アイルランド・ポンドとされた。
1999年1月1日にユーロがアイルランドを含むユーロ圏諸国の通貨となったが、紙幣・硬貨のユーロへの切り替えは2002年1月1日であり、それまではアイルランド・ポンドの硬貨・紙幣は法的効力を有したままとされ、ほかのユーロ圏諸国も従来の通貨の硬貨・紙幣の法的効力について同様の対応をしていた。アイルランド・ポンド硬貨と紙幣の法的効力が停止されたのは2002年2月9日であり、現在ではポンド硬貨・紙幣は市中では直接使用できないが、中央銀行ではポンド硬貨・紙幣のユーロ硬貨・紙幣への交換を無期限に受け付けている。
2001年12月31日の時点でアイルランドの紙幣流通総額は43億4380万ユーロ、硬貨流通総額は3億8790万ユーロであった。アイルランドでの現金の切り替えはユーロ圏内でも最も迅速に行われたほうであったが、一部の商店では法的効力が停止される1、2週間前からポンド硬貨・紙幣の受け取りを拒否していたところがあった。また1ユーロ = 0.787564ポンドというレートとされていたことにより、ユーロ紙幣・硬貨の導入の2週間以内でアイルランドの紙幣の56%が市中から引き上げられ、また法的効力が停止されるまでにその数値は83.4%に達していた。
一方で硬貨の回収は紙幣よりも遅く、優先度が低いこともあって、2002年2月9日までに引き上げられた硬貨は45%にとどまった。この数値は、市中に流通していた硬貨はほぼすべて回収されているが、一方で記念にとっておこうというものやそのまま残されているもの、家庭内でなくしたというものが表れたものである。
アイルランド自由国以降に発行されたアイルランドの硬貨・紙幣は十進法化以前・以後を問わず、すべてダブリンの中央銀行においてユーロと交換することができる。

## 隠されたインフレーション
D-Day、ユーロ切り替えによりアイルランドの多くの人びとは交換レートが固定されているにもかかわらず、この混乱に乗じて金融トレーダーが物価を不当につり上げたのではないかと考えていた。ユーロ以降のときには、政府は不要な物価変動を回避するために特別な措置を講じていたが、結果としてこの措置は効果がないものとされた。ユーロへの移行期間はアイルランドが好景気であったときに重なっており、インフレーション率も高い数値を示していた。また生活費や物価が上昇していたこともあって、市民は切り替えの混乱を有利に活用した販売者に非難を集中させていた。